# Snark fleur
En mathématiques, et plus particulièrement en théorie des graphes, les snarks fleurs forment une famille infinie de snarks introduite par Rufus Isaacs en 1975.
Étant un snark, un snark fleur est un graphe cubique connexe et sans isthme d'indice chromatique égal à 4. Il est non-planaire et non-hamiltonien.

## Construction
Le snark fleur Jn peut être construit ainsi :
- Construire n copies du graphe étoile à 4 sommets. On note le sommet central de chaque étoile Ai et les sommets périphériques Bi, Ci et Di. On obtient un graphe non connexe à 4n sommets et 3n arêtes.
- Construire le cycle à n sommets (B1 B2… Bn) (au centre sur les figures). Cela ajoute n arêtes.
- Enfin construire le cycle à 2n sommets (C1C2… CnD1D2… Dn) (à l'extérieur sur les figures, les arêtes CnD1 et DnC1 sont en bas). Cela ajoute 2n arêtes.

Par construction, le graphe obtenu Jn est un graphe cubique à 4n sommets et 6n arêtes. Pour être un snark fleur, n doit être impair.

## Cas particuliers
Le nom « snark fleur » désigne parfois plus particulièrement J5, un snark fleur à 20 sommets et 30 arêtes. C'est un des 6 snarks sur 20 sommets suite A130315 de l'OEIS. Le snark fleur J5 est hypohamiltonien.

Le nombre chromatique du graphe fleur J5 vaut 3.
L'indice chromatique du graphe fleur J5 vaut 4.
La construction du graphe fleur J5.

J3 est une variation sur le graphe de Petersen obtenue en appliquant une transformation Y-Δ au graphe de Petersen, en remplaçant un de ses sommets par un triangle. Ce graphe est également connu comme le graphe de Tietze. Pour éviter les cas triviaux, on demande souvent aux snarks d'avoir au moins une maille de 5. Avec cette restriction, J3 n'est pas un snark.

Le graphe de Tietze J3

## Crédits de traduction
- (en) Cet article est partiellement ou en totalité issu de l’article de Wikipédia en anglais intitulé « Flower snark » (voir la liste des auteurs).